# Tallud-Sainte-Gemme
Tallud-Sainte-Gemme és un municipi francès situat al departament de Vendée i a la regió de País del Loira. L'any 2007 tenia 431 habitants.

## Demografia

### Població
El 2007 la població de fet de Tallud-Sainte-Gemme era de 431 persones. Hi havia 153 famílies de les quals 22 eren unipersonals (15 homes vivint sols i 7 dones vivint soles), 64 parelles sense fills i 67 parelles amb fills.
La població ha evolucionat segons el següent gràfic:
Habitants censats

### Habitatges
El 2007 hi havia 198 habitatges, 160 eren l'habitatge principal de la família, 23 eren segones residències i 15 estaven desocupats. 194 eren cases i 2 eren apartaments. Dels 160 habitatges principals, 126 estaven ocupats pels seus propietaris i 34 estaven llogats i ocupats pels llogaters; 6 tenien dues cambres, 22 en tenien tres, 27 en tenien quatre i 105 en tenien cinc o més. 143 habitatges disposaven pel capbaix d'una plaça de pàrquing. A 60 habitatges hi havia un automòbil i a 96 n'hi havia dos o més.

### Piràmide de població
La piràmide de població per edats i sexe el 2009 era:
| Homes | Edats   | Dones |
| ----- | ------- | ----- |
| 0     | 95 o +  | 0     |
| 0     | 90 a 94 | 0     |
| 0     | 85 a 89 | 8     |
| 0     | 80 a 84 | 0     |
| 16    | 75 a 79 | 12    |
| 8     | 70 a 74 | 4     |
| 12    | 65 a 69 | 16    |
| 4     | 60 a 64 | 0     |
| 4     | 55 a 59 | 8     |
| 24    | 50 a 54 | 8     |
| 4     | 45 a 49 | 24    |
| 16    | 40 a 44 | 12    |
| 24    | 35 a 39 | 8     |
| 4     | 30 a 34 | 12    |
| 4     | 25 a 29 | 8     |
| 40    | 20 a 24 | 0     |
| 20    | 15 a 19 | 12    |
| 12    | 10 a 14 | 12    |
| 12    | 5 a 9   | 12    |
| 8     | 0 a 4   | 4     |

## Economia
El 2007 la població en edat de treballar era de 281 persones, 231 eren actives i 50 eren inactives. De les 231 persones actives 218 estaven ocupades (119 homes i 99 dones) i 12 estaven aturades (5 homes i 7 dones). De les 50 persones inactives 24 estaven jubilades, 16 estaven estudiant i 10 estaven classificades com a «altres inactius».

### Ingressos
El 2009 a Tallud-Sainte-Gemme hi havia 169 unitats fiscals que integraven 464,5 persones, la mediana anual d'ingressos fiscals per persona era de 15.676 €.

### Activitats econòmiques
Dels 12 establiments que hi havia el 2007, 4 eren d'empreses de construcció, 2 d'empreses de comerç i reparació d'automòbils, 1 d'una empresa d'hostatgeria i restauració, 1 d'una empresa financera, 1 d'una entitat de l'administració pública i 3 d'empreses classificades com a «altres activitats de serveis».
Dels 7 establiments de servei als particulars que hi havia el 2009, 1 era un taller de reparació d'automòbils i de material agrícola, 2 paletes, 2 fusteries, 1 perruqueria i 1 restaurant.
L'any 2000 a Tallud-Sainte-Gemme hi havia 30 explotacions agrícoles que ocupaven un total de 1.525 hectàrees.

## Equipaments sanitaris i escolars
El 2009 hi havia una escola elemental.

## Poblacions més properes
El següent diagrama mostra les poblacions més properes.